# 도라에몽 노비타의 페러렐 서유기
《극장판 도라에몽: 진구의 페러렐 서유기》(映画ドラえもん のび太のパラレル西遊記)는 1988년 3월 12일에 개봉한 영화 도라에몽 시리즈 9번째 작품이다.

## 줄거리
학교에서 노진구는 손오공이 석가모니와 대결하는 꿈을 꾼다. 잠에서 깨어나 친구들이 다가오는 학교 연극 서유기를 준비하는 것을 발견하는데, 시즈카는 삼장법사, 퉁퉁이는 저팔계, 비실이는 사오정을 연기한다. 퉁퉁이와 비실이는 노진구가 손오공 역을 맡을 의사를 밝히자 그 역할을 이미 비실이에게 주어졌다고 거절한다. 연극이 시작되자 노진구는 비실이의 묘사에 점점 더 비판적이 되어, 실제 손오공을 만난 사람만이 그를 정확하게 묘사할 수 있다고 강력히 주장한다. 그는 나중에 퉁퉁이와 비실이에게 그 캐릭터가 허구임을 상기시켜 놀림을 받는다. 그들을 믿지 않으려던 그는 집으로 달려가 도라에몽의 타임머신 도구를 사용하여 645년 중국의 사막으로 이동하고, 그곳에서 그는 실제로 구름을 타고 지나가는 진짜 손오공을 본다. 그에게 소리치던 노진구는 어린 소년이 쓰러지는 것을 보고, 물을 준 후 그 소년이 그에게 고마워하며 오공이라고 부르는 것에 충격을 받는다. 그럼에도 불구하고 손오공이 실제로 존재한다는 사실에 만족한 노진구는 집으로 돌아와 친구들을 초대하고, 함께 다시 중국으로 여행한다. 그들이 삼장법사를 발견하지만, 노진구는 그에게 인간 동료들이 있는 것을 보고 실망하고 다시 퉁퉁이와 비실이에게 조롱당한다. 필사적인 노진구는 도라에몽의 도움을 받아 서유기라는 제목의 가상 현실 게임을 설치하여 손오공을 가장한다. 이 게임은 시스템이 계속 작동하는 한 노진구가 손오공으로 나타나고 그의 무기인 여의금고봉을 사용할 수 있게 한다. 이 속임수는 처음에는 성공적이며, 퉁퉁이, 비실이, 시즈카는 그들이 진짜 손오공을 만났다고 믿는다. 노진구와 도라에몽은 자신들이 없는 동안 게임의 모든 악마들이 탈출했다는 것을 모르고, 노진구의 변장은 나중에 발각된다. 친구들이 함께 게임을 하려 할 때, 그들은 적이 없는 빈 게임을 발견하고 실망하여 집으로 돌아간다.
나중에 가족과 저녁 식사를 하던 중, 노진구는 아버지의 그림자가 악마의 모습으로 변하는 것을 보고, 어머니가 도마뱀 같은 생물로 만든 끔찍한 수프를 준비하자 놀라는 반응에도 불구하고 겁에 질려 도망친다. 다음 날 학교는 섬뜩한 모습으로 변해 있고, 주 시계는 악마의 조각상으로 대체되었으며, 학교 연극의 줄거리는 비실이가 삼장법사가 악마에게 먹힐 것이라고 발표하면서 바뀐다. 노진구, 시즈카, 퉁퉁이, 비실이가 이에 반대하자 비실이는 화를 내며 머리에 뿔이 나타난다. 그들은 황소 같은 악마로 변하는 선생님에게 꾸중을 듣고, 아이들은 겁에 질려 학교를 도망친다. 집에 도착하자 노진구는 어머니에게 꾸중을 듣는데, 어머니는 뿔과 송곳니를 기른다. 가족에게 일어난 일에 경악한 노진구와 도라에몽은 도시를 둘러보고 갑자기 거대한 붉은 탑이 나타난 것을 발견한다. 노진구는 친구들을 만나는데, 모두 자신들의 가족에게도 이상한 일들이 일어났다고 주장한다. 도라에몽은 전날 게임을 사용했을 때 게임 속 악마들이 탈출했음에 틀림없다고 깨닫고, 그 결과 실제 세계에 악마들이 살게 되었을 뿐만 아니라 시간의 흐름을 바꾸어 현대 세계가 그들에게 지배당하게 되었다. 일행은 다시 시간 여행을 떠나 악마들을 게임으로 돌려보내기로 맹세한다.
645년으로 돌아온 그들은 서유기 등장인물들의 모습으로 변장하고 진짜 삼장법사와 그의 동료 린레이를 만난다. 린레이는 노진구가 사막에서 구했던 소년임이 밝혀진다. 그러나 린레이는 자신이 손오공이라고 믿지만, 그들은 만난 적이 없다고 주장한다. 일행은 린레이를 해치기를 꺼리는 강력한 악마인 금각대왕과 은각대왕을 물리치는 데 성공한다. 금각대왕은 붙잡혀 게임으로 돌아가고 은각대왕은 탈출한다. 두 그룹은 헤어지고 노진구 일행은 은각대왕을 찾기 위해 사막을 건넌다. 삼장법사가 순례를 계속하는 동안, 그는 악마들과 비밀리에 협력하는 것으로 밝혀진 린레이에게 배신당하고, 린레이가 도망치는 동안 납치된다. 노진구가 구름을 타고 삼장법사를 확인하러 갈 때, 그는 645년으로 처음 돌아가 린레이를 처음 만난 날의 과거의 자신을 지나친다. 그는 살아있는 화산 꼭대기에 거대한 성이 있는 것을 발견하고 그곳에서 납치된 삼장법사를 발견한다. 사막에서 도라에몽, 비실이, 퉁퉁이는 은각대왕에게 습격당하지만 함께 그를 쓰러뜨려 게임으로 돌려보낸다. 그러나 싸움 중에 시즈카가 납치된다. 한편 노진구는 성의 악마 여왕 철선공주에게 맞닥뜨리는데, 그녀의 파초선은 그를 몇 마일 날려 보내고 그는 린레이에게 부딪힌다. 그들은 곧 도라에몽, 비실이, 퉁퉁이와 재회하고 성으로 이끌린다. 그러나 그들은 함정 문으로 떨어져 붙잡히고, 삼장법사와 시즈카와 함께 우마왕과 철선공주 앞에 끌려간다. 이들은 린레이의 부모임이 밝혀지고, 린레이를 삼장법사의 신뢰를 얻기 위한 간첩으로 보내 그를 성으로 데려와 잡아먹으려는 계략을 세웠음을 밝힌다. 노진구와 친구들은 린레이의 배신을 벌하겠다고 맹세하지만, 삼장법사는 대신 그를 용서하며, 자신은 처음부터 진실을 알고 있었고 아이는 진정으로 악하지 않다고 믿는다. 이를 들은 린레이는 그를 배신한 이후 죄책감에 시달리던 터라 울기 시작한다. 우마왕이 모든 인간을 끓여 먹기로 결정하자 도라미가 그들을 구하러 오고 린레이는 노진구와 친구들을 풀어준다. 노진구는 금고봉으로 우마왕을 꿰뚫어 죽인다. 그의 죽음으로 철선공주는 힘을 잃고 아래의 용암 속으로 떨어지며 그녀의 부채를 남긴다. 용암이 솟아오르고 성이 무너지자 그룹은 탈출한다. 그들은 파초선을 사용하여 화산을 진압한다. 린레이는 자신의 행동에 대해 사과하고 삼장법사의 여정을 보호하겠다고 약속한다. 아이들은 그들에게 작별 인사를 하고, 악마들이 사라지고 시간선이 고정되자 현대 일본으로 돌아간다.

## 성우
- 도라에몽 : 오오야마 노부요
- 노비타 : 오오하라 노리코
- 시즈카 : 노무라 미치코
- 자이언 : 다테카베 가즈야
- 스네오 : 기모쓰키 가네타